# Прогресивен алианс на социалистите и демократите
Прогресивният алианс на социалистите и демократите е политическа група в Европейския парламент със социалдемократическа ориентация. Тя е основана през 1953 година, като оттогава използва няколко различни имена: Група на социалистите (1953 – 1958), Социалистическа група (1958 – 1993, 2004 – 2009), Група на Партията на европейските социалисти (1993 – 2004).
Най-голямата парламентарна група до 1999 година, оттогава насам тя е на второ място след групата на Европейската народна партия. В избрания през 2009 година състав на Европейския парламент групата на Прогресивния алианс на социалистите и демократите има 183 представители. Повечето от тях са от партии, членуващи в Партията на европейските социалисти, но има и представители на няколко други партии: Демократическата партия от Италия, Демократическата партия от Кипър и Социалдемократическата партия „Съгласие“ от Латвия.
От 2018 година председател на групата е Удо Булман от Германската социалдемократическа партия.